# Grande Rocheuse
La Grande Rocheuse (4.102 m s.l.m.) è una montagna del Massiccio del Monte Bianco nelle Alpi Graie. Si trova nel dipartimento francese dell'Alta Savoia.

## Caratteristiche

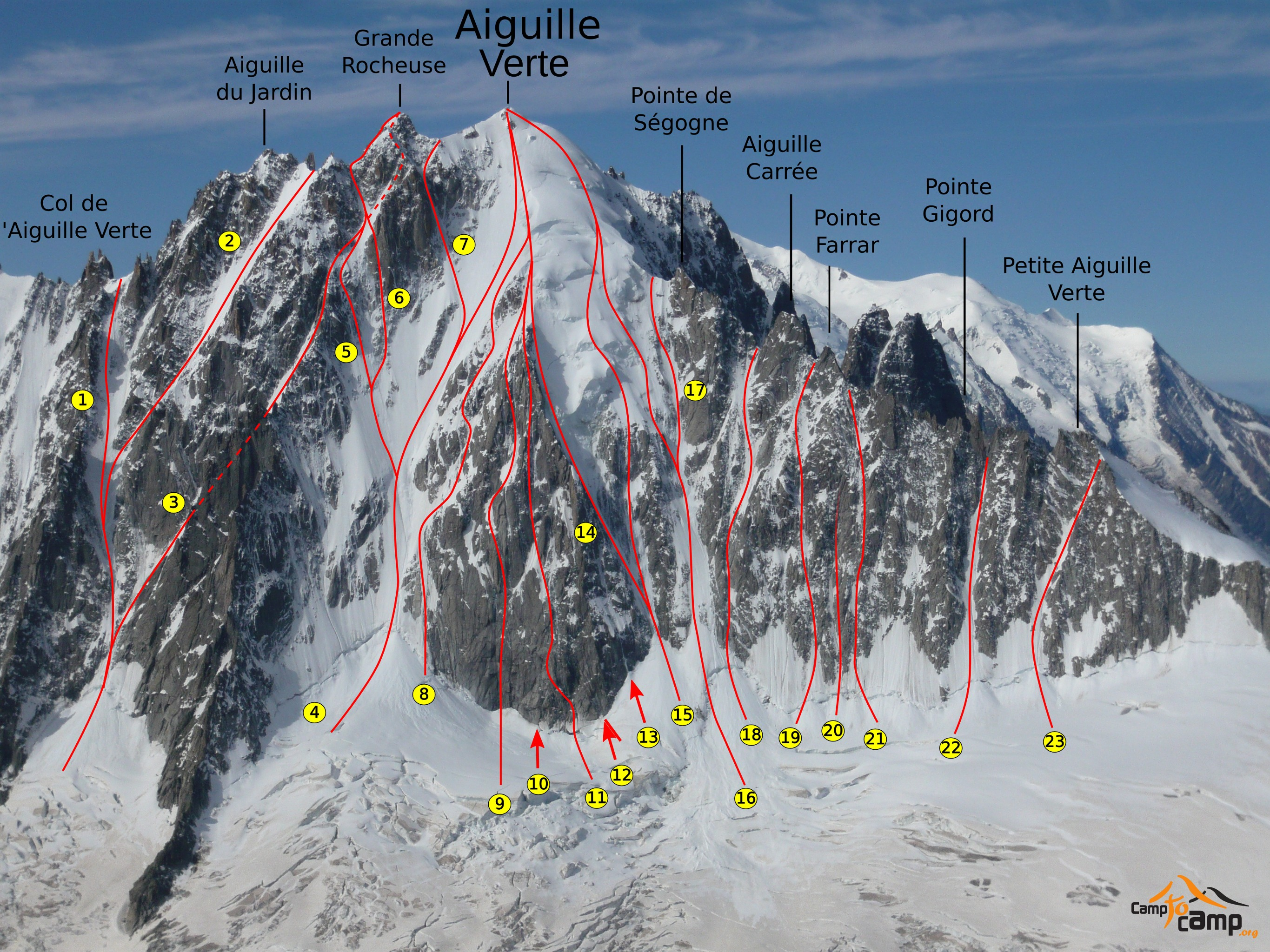
Versante nord dell'Aiguille Verte con indicata la Grande Rocheuse e le principali vie di salita.

La montagna fa parte della Catena dell'Aiguille Verte e si trova tra l'Aiguille Verte e l'Aiguille du Jardin.

## Salita alla vetta
Si può salire sulla vetta partendo dal Refuge du Couvercle (2.687 m) e salendo il couloir Whymper, lo stesso che porta in vetta alla Aiguille Verte.

Dal rifugio si risale dapprima la morena e poi si attraversa il Ghiacciaio di Talèfre e con un ampio semicerchio ci si porta all'attacco del couloir Whymper. Si risale il couloir tenendosi un po' sulla sinistra ed un po' sulla destra fino ad arrivare al colle che separa la Grande Rocheuse dall'Aiguille Verte. Infine si risale la cresta ovest.

Siccome il couloir Whymper è esposto a sud va percorso nelle prime ore della giornata perché poi è soggetto a scariche di pietre.